# LIC ITF Women's Tennis Championships
Il LIC ITF Women's Tennis Championships è un torneo professionistico di tennis giocato su campi in cemento. Fa parte dell'ITF Women's Circuit. Si gioca annualmente a Pune in India.

## Albo d'oro

### Singolare
| Anno | Campionessa    | Finalista              | Punteggio     |
| ---- | -------------- | ---------------------- | ------------- |
| 2011 | Lu Jiajing     | Nicha Lertpitaksinchai | 6–3, 6–2      |
| 2012 | Tadeja Majerič | Başak Eraydın          | 6–2, 6–4      |
| 2013 | Magda Linette  | Kamila Kerimbajeva     | 7–5, 7–6(7–5) |

### Doppio
| Anno | Campionesse                               | Finaliste                  | Punteggio             |
| ---- | ----------------------------------------- | -------------------------- | --------------------- |
| 2011 | Lu Jia Xiang Lu Jiajing                   | Tamara Čurović Anna Škudun | 6–7(6–8), 6–1, [10–5] |
| 2012 | Tadeja Majerič Conny Perrin               | Lu Jiajing Lu Jiaxiang     | 3–6, 7–5, [10–6]      |
| 2013 | Nicha Lertpitaksinchai Peangtarn Plipuech | Jocelyn Rae Anna Smith     | 7–5, 7–5              |